# Jacob Thurmann Ihlen
Pour les articles homonymes, voir Thurmann.
Jacob Thurmann Ihlen est un avocat et un homme politique norvégien, né le 17 mai 1833 à Holmestrand (comté de Vestfold) et mort le 10 octobre 1903 à Christiania. Membre du Parti conservateur, il est élu au Storting (Parlement) à deux reprises.

## Biographie
Jacob Ihlen est le fils de l'armateur Nils Ihlen (1793–1865) et de Barbara Wincentz Thurmann (1800–1879). Il est le frère de Niels Ihlen et Wincentz Thurmann Ihlen, l'oncle de Christian et Nils Claus Ihlen et le grand-oncle de Nils, Joakim et Alf Ihlen.
Jacob Thurmann Ihlen épouse la Belge Ambroisine Pauline Rouquet en février 1868 en la cathédrale d'Oslo. Le couple a cinq enfants. Leur fille Celina épouse le propriétaire terrien et homme politique Christian Pierre Mathiesen et a six enfants. Une autre de leurs filles, Barbara, épouse l'avocat Arthur Knagenhjelm,,. Leur autre fille Marie épouse l'évêque Jens Gran Gleditsch. Leur fils Jacob est quant à lui avocat et officier ; il achète la demeure du Parkveien 37.

## Carrière politique
Ihlen termine son cursus secondaire en 1851 puis passe l'examen de candid.jur. (en) en 1855. Après trois années de stage au sein d'une entreprise commerciale, il devient avocat à Christiania en 1859. En 1863, il obtient l'autorisation de collaborer avec la Cour suprême de Norvège,.
Ihlen devient membre du conseil municipal de Christiania en 1872. En 1883, il est élu député au Storting pour la circonscription de Kristiania, Hønefoss et Kongsvinger. Il est réélu en 1886.
Il cofonde la compagnie d'assurance Forsikringsselskapet Norden avec Carl Ferdinand Gjerdrum (no). Il préside son conseil d'administration de 1867 à 1903. Il préside aussi la Forsikringsselskapet Poseidon de 1871 à 1903. Par ailleurs, il devient membre suppléant du conseil d'administration de la Hypothekbanken en 1888.
Ihlen est fait commandeur de l'ordre de Saint-Olaf en 1894. Il est également commandeur de l'ordre de Dannebrog et de l'ordre royal de l'Étoile polaire.
Il meurt en 1903 à Christiania. Son gendre Christian Pierre deviendra le président de la Forsikringsselskapet Norden.

## Distinctions
- Commandeur de l'ordre royal de l'Étoile polaire (Suède)
- Commandeur de l'ordre de Saint-Olaf.
- Commandeur de l'ordre du Dannebrog